# Nyctomys sumichrasti
Nyctomys sumichrasti е вид гризач от семейство Мишкови (Muridae). Видът не е застрашен от изчезване.

## Разпространение и местообитание
Разпространен е в Белиз, Гватемала, Коста Рика, Мексико, Никарагуа, Панама, Салвадор и Хондурас.
Обитава гористи местности и долини.

## Описание
На дължина достигат до 5,2 cm, а теглото им е около 60 g.
Продължителността им на живот е около 5,7 години. Популацията на вида е стабилна.